# Poa ursina
Poa ursina ist eine Pflanzenart aus der Gattung der Rispengräser (Poa) innerhalb der Familie der Süßgräser (Poaceae). Sie ist in Südosteuropa in Kalkschneetälchen von Kroatien (rar) über Bosnien und Herzegowina, Montenegro, Serbien, Bulgarien, Nordgriechenland bis Rumänien und der Ukraine in der alpinen Stufe von Hochgebirgen verbreitet.

## Beschreibung

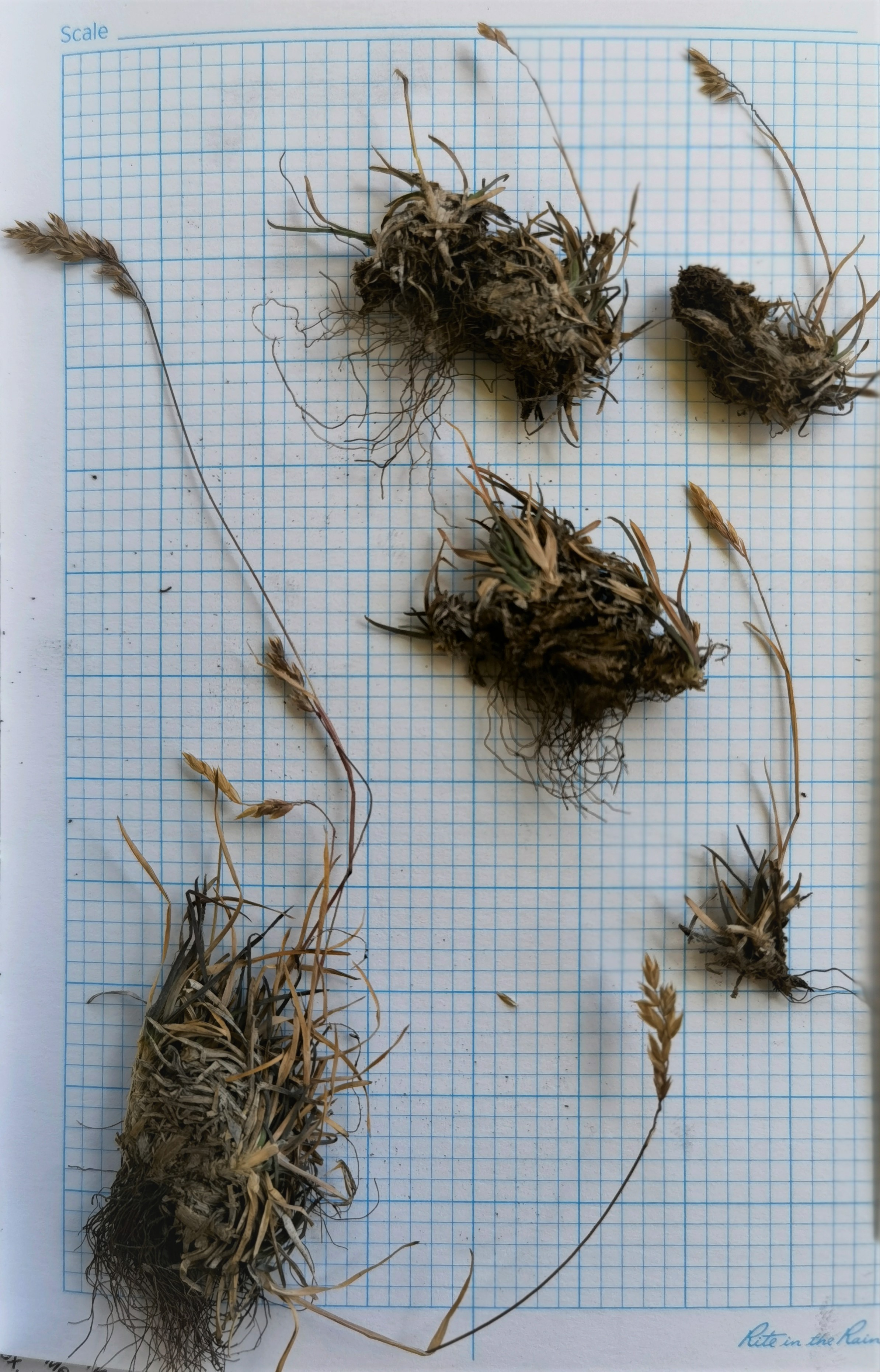
Habitus

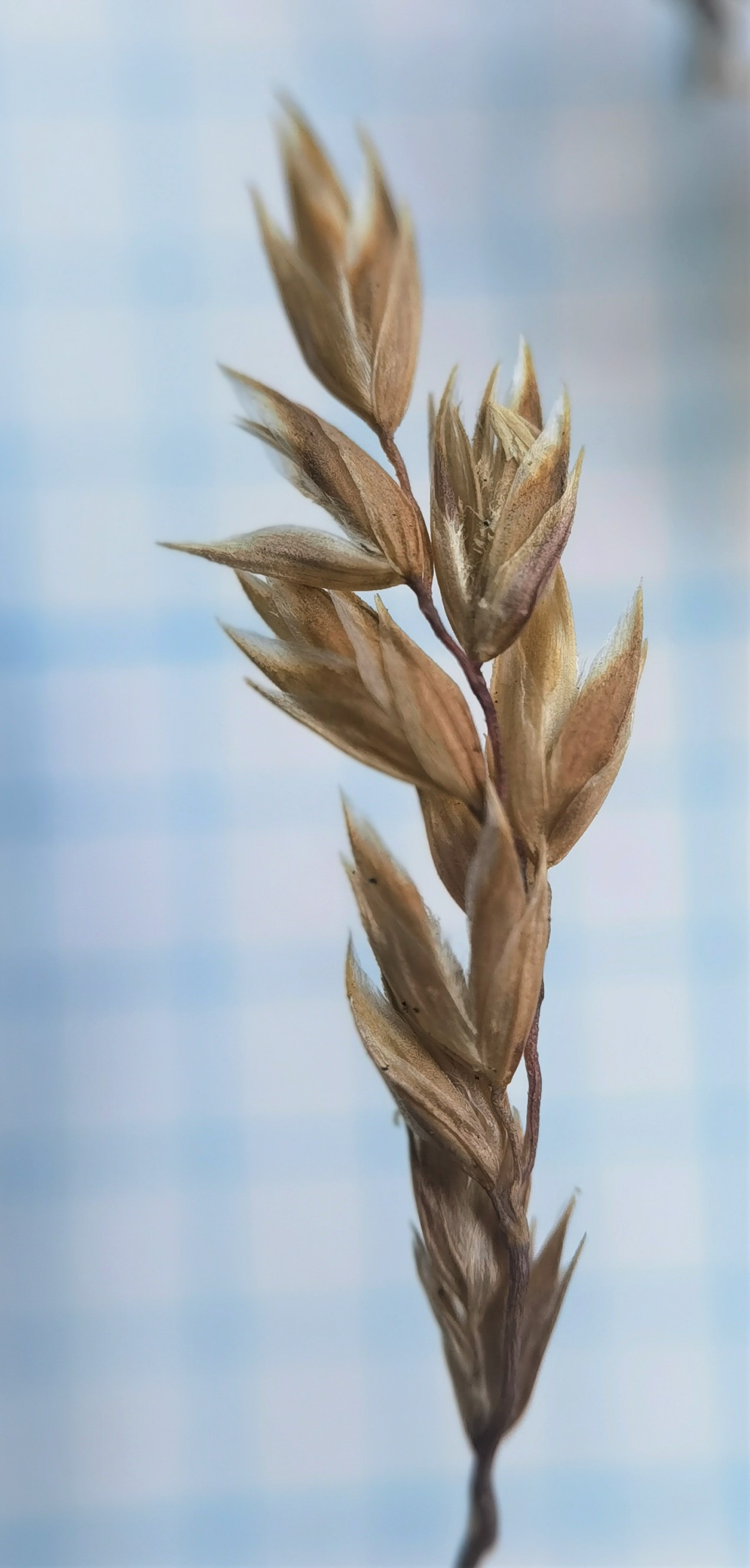
Ähre

Poa ursina ist eine ausdauernde lebhaft grüne grazile krautige Pflanze mit dünnen, gliedrigen Ausläufern. Grundständige Laubblätter flach, schmal-lineal und wie die ganze Pflanze kahl. Die oberen Blätter lineal, kurz zugespitzt, flach, mehrmals kürzer als die Blattscheiden, welche die Halmknoten nicht erreichen. Die Blatthäutchen (Ligulae) ziemlich lang, geteilt. Halme dünn, fadenförmig, bis 50 Zentimeter (5 bis 50 cm) hoch, mit überhängender Rispe.

## Ökologie
Bei Poa ursina handelt es sich um einen Hemikryptophyten der in Hochgebirgen an kühle und schneereiche Standorte angepasst ist. Die Art besiedelt hier frostgeprägte und durch periglaziale Prozesse gestaltete Böden. Die Bodeneigenschaften ihrer Standorte sind in den Karpaten sauer, selbst auf kalkreicher Unterlage. Sie ist dort daher allgemein mit dem Borstgras (Nardus stricta) vergesellschaftet. In den Karpaten stellt Poa ursina eine nahrhaftes Weideviehfutter, die aber nach intensiver Beweidung zum Nardetum degradiert.

## Vorkommen
Poa ursina ist eine endemische Art Südosteuropas, die in den Dinariden vom Südlichen Velebit bis zum Prokletije, dem Nördlichen und Zentralen Pindus, den Rhodopen, Rila und Pirin, den Nord-Mazedonischen Gebirgen sowie in den Süd- und Ostkarpaten angetroffen wird. Die Hauptverbreitung liegt in der alpinen Höhenstufe. In Dolinen des Karstes wird sie innerhalb von Kaltluftseen auch extrazonal in Schneetälchen wie im Opuvani do im Orjen-Gebirge vorgefunden. In den Karpaten ist sie zwischen 1800 und 2200 Charakterart des Poetum mediae, einer Schneetälchen-Assoziation.

## Taxonomie
Synonyme von Poa ursina  Velen. sind u. a.: Poa media Schur., Poa transsilvanica Schur, Poa media subsp. ursina (Velen.) Diklic & V.Nikolic, Poa custurae Nyár.
Die Art wurde zuerst von Schur 1853 als Poa media in den Verhandlungen und Mitteilungen des Siebenbürgischen Vereins für Naturwissenschaften Hermansdorf als neue Art aus den Süd-Karpaten beschrieben. Die wissenschaftliche Beschreibung ist jedoch unvollständig, insbesondere hatte er auch kein Typus-Exemplar hinterlegt. Die erste wissenschaftlichen Kriterien genügende gültige Beschreibung, die einen vollständigen Protolog der Art sowie eine Sammlung von Typus Exemplaren umfasste, stammte vom tschechischen Botaniker Josef Velenovský. Er fand die von ihm als Poa ursina benannte und beschriebene Art auf dem Gipfel der bulgarischen Vitoša. Sie wurde unter diesem Namen 1886 in den Beiträgen zur bulgarischen Flora publiziert. Je nach Ansicht einzelner Autoren finden sich in der neueren Literatur aber sowohl Poa ursina als auch Poa media. Der Typus der Art in der Aufsammlung Velenovský ist im Herbar des Botanischen Museums und Botanischen Gartens Berlin-Dahlem.

## Verwandtschaft
Phylogenetisch gehört Poa ursina zum engen Verwandtschaftskreis von Poa dolosa (= Poa pirinica), einer endemischen Art aus dem Olymp und dem Pirin. Dieses steht im Verwandtschaftskreis der arkto-alpinen Poa laxa (Schlaffes Riedgras). Mit Poa ursina bildet dieses innerhalb des phylogenetischen Baumes von Poa eine eigene Clade (sogenannte N-Clade) in der Sektion Oreinos, wobei Poa ursina zurzeit noch zu keiner Sektion klassifiziert wurde.

## Verwendung
Sie ist ein gutes Futtergras.